# Ove Gyldenkrone
 Der er flere personer med dette navn, se Ove Güldencrone.
Ove Theodor Carl lensbaron Gyldenkrone (født 6. juli 1869, død 3. marts 1920) var en dansk lensbesidder og hofjægermester, bror til Holger Gyldenkrone-Rysensteen.
Han var søn af Carl Güldencrone og hustru født von Barner. 1895 arvede han Baroniet Wilhelmsborg og tilkøbte 1898 Stenege.
Gyldenkrone var medlem af Aarhus Amtsråd og af repræsentantskabet for Livsforsikringsselskabet Dan og for Aarhuus Privatbank, sad i bestyrelsen for Hads-Ning Herreders Jernbane og for Trifolium (Dansk Frøavls Kompagni). Han var formand for A/S Malling Dampmølle og Savværk og for Malling Landbrugsskoles bestyrelse. 
31. marts 1901 ægtede han i Ørslev Kirke (Slagelse Kommune) Sophie Jacobine Dinesen (2. februar 1873 på Søholm i Emdrup - 7. juli 1942 på Lyngsbækgård), datter af premierløjtnant og ejer af Søholm Johan Ulrik Peter Vilhelm Dinesen (1832-1874) og Alvilda født Dinesen (1841-1893).